# لانسمیت (کالیفرنیا)
لانسمیت (به انگلیسی: Lonsmith) یک منطقهٔ مسکونی در ایالات متحده آمریکا است که در شهرستان کرن، کالیفرنیا واقع شده‌است. لانسمیت ۱۲۹ متر بالاتر از سطح دریا واقع شده‌است.